# Garraf (Gebirge)
Garraf ist ein Mittelgebirge und liegt je zur Hälfte in der gleichnamigen Comarca Garraf und in der Comarca Baix Llobregat in Katalonien.

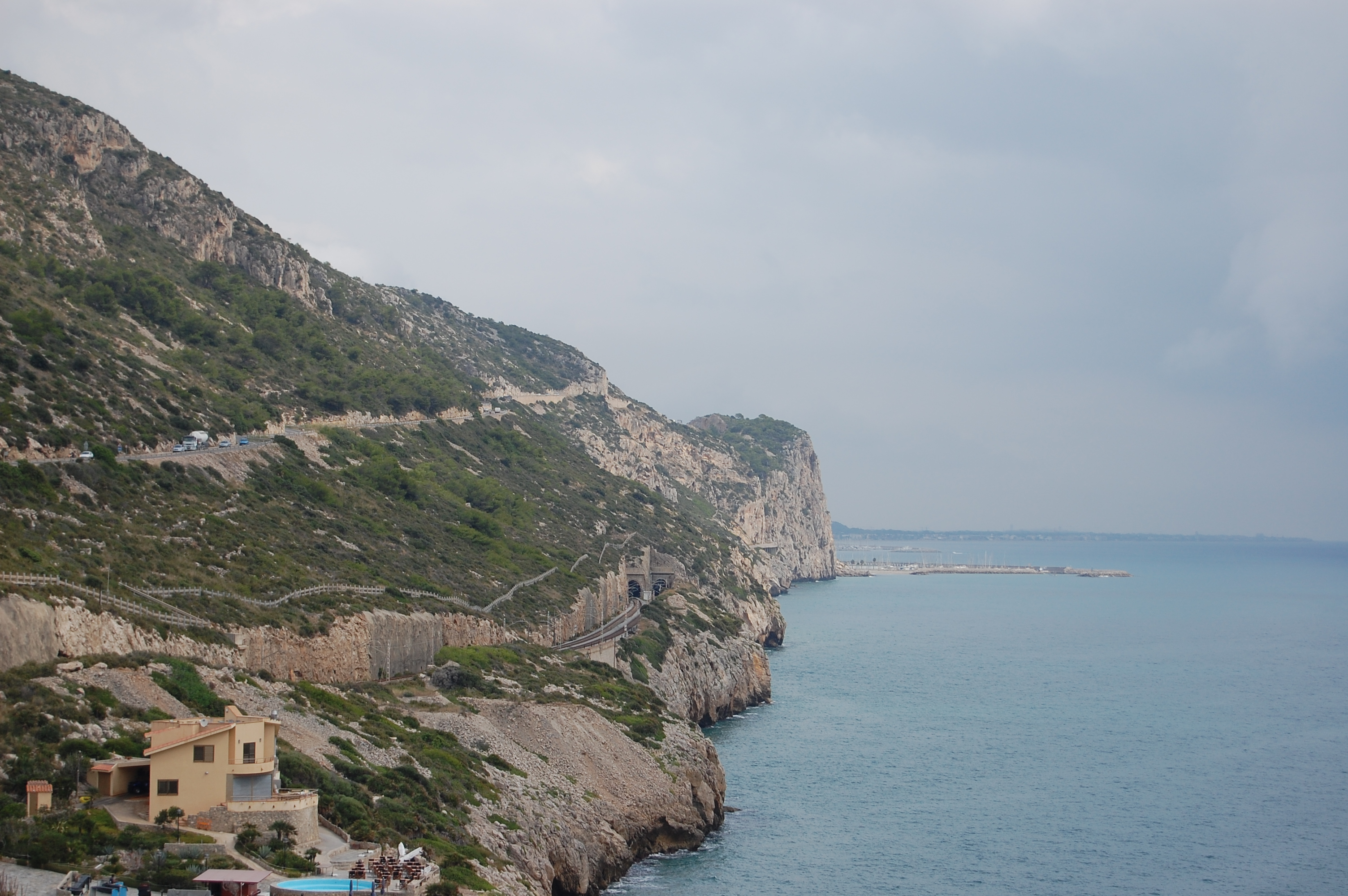
Küste des Garraf

## Lage
Die Berge des Garraf erstrecken sich über eine Länge von 26,5 km und bedecken eine Fläche von 9.967 Hektar. Das Massiv in Form eines Dreiecks grenzt im Osten an das Tal des Llobregat, im Norden und Westen an die fruchtbare Ebene des Penedès und im Süden an das Mittelmeer. Es ist Bestandteil des Katalanischen Küstengebirges.

## Verkehr
Über Jahrhunderte behinderten die Berge, wie eine natürliche Barriere den Handel auf den Landwegen zwischen Barcelona und der Comarqua Garraf. Erst der Bau der Eisenbahnstrecke Barcelona – Sitges (1888) und der Bau einer mautpflichtigen Autobahn (1994), beide mit langen Tunnelstrecken, erleichterte den Personen- und Warenverkehr.

## Geologie
Das karstige Bergmassiv mit seinen runden Hügeln und tief ausgewaschenen Tälern besteht aus kalkhaltigem Felsengestein. Im Laufe der Jahrtausende haben sich zahlreiche Höhlen (Cova del Rinoceront) gebildet. Die höchsten Erhebungen sind der Morella (594 m) und der Rascler (572 m). Zur Mittelmeerküste bildet es eine steil abfallende Küste mit kleinen Badebuchten.

## Fauna und Flora
In den Bergen des Garrafs befinden sich zwei Naturparks. Der mit Wanderwegen durchzogene Naturpark Garraf mit 123,8 km² und der kleinere Naturpark Olérdola. Die Fauna und Flora haben sich an diese trockene Landschaft, ohne Oberflächenwasser, angepasst. Verschiedene Vogelarten unter anderem der Habichtsadler und zahlreiche Reptilien wie Schildkröten und Eidechsen sind hier heimisch. Die niedrige Vegetation mit Agaven, Opuntien und Zwergpalmen ist immer wieder von Pinienwäldern durchzogen. Weiter im Innern der Berge findet man Steineichen und Kiefern.